# Xa lộ Liên tiểu bang 49
Xa lộ Liên tiểu bang 49 (tiếng Anh: Interstate 49 hay viết tắt là I-49) hiện nay là một xa lộ liên tiểu bang nội tiểu bang nằm hoàn toàn bên trong tiểu bang Louisiana tại miền nam Hoa Kỳ. Đầu phía nam của nó nằm trong thành phố Lafayette tại Xa lộ Liên tiểu bang 10 trong khi điểm đầu phía bắc nằm trong thành phố Shreveport tại Xa lộ Liên tiểu bang 20. Xa lộ này sẽ có thay đổi vào cuối năm 2012 khi đoạn đường được nâng cấp của Quốc lộ Hoa Kỳ 71 giữa Kansas City, Missouri và Pineville, Missouri được chấp thuận và có tên chính thức là I-49. Những đoạn còn lại của xa lộ nối liền Kansas City với New Orleans đang trong nhiều giai đoạn hoạch định hoăc xây dựng.

## Mô tả xa lộ
I-49 bắt đầu lộ trình của nó tại thành phố Lafayette và chạy trùng với Quốc lộ Hoa Kỳ 167 từ I-10 đến Opelousas ở Lối ra 23. Tại Lafayette, xe cộ tiếp tục đi hướng nam sẽ thấy xa lộ liên tiểu bang thay đổi thành Quốc lộ Hoa Kỳ 167 (Xa lộ cao tốc Evangeline), một xa lộ chính đưa xe cộ về phía trung tâm thành phố Lafayette. Phia bắc Lafayette, xe cộ trên I-49 sẽ đi song song bờ sông xưa của Sông Mississippi nằm ở phía bắc Carencro, và đi qua Grand Coteau, ngay phía nam Opelousas.
Sau khi rời Opelousas, I-49 đi qua vùng đất nông nghiệp màu mở và tương đối bằng phẳng cho đến khi đến Alexandria. Từ đó, xa lộ gần như đi theo Sông Red và Xa lộ Louisiana 1, đi tránh thành phố lịch sử Natchitoches đến phía tây trên đường đến thành phố Shreveport. Tại Shreveport, xa lộ chạy song song tuyến đường sắt ngay phía tây cho đến khi nó kết thúc tại I-20 ở tây nam thành phố.
Giao thông đông nhất trên I-49 xảy ra trong thành phố Shreveport và Opelousas. Đoạn xa lộ cao tốc này tại Shreveport có khoảng 70 ngày xe trung bình mỗi ngày trong đoạn xa lộ giữa Lafayette và Carencro chỉ có khoảng 55 ngàn xe trung bình mỗi ngày, và đoạn qua Opelousas có trung bình 45 ngàn xe mỗi ngày giữa các lối ra đến Đường Judson Walsh và Đường Creswell.